# Cepphus
Genre
Le genre Cepphus regroupe trois espèces de guillemots de la famille des alcidés.

## Liste des espèces
D'après la classification de référence (version 14.1, 2024) de l'Union internationale des ornithologues, il y a 3 espèces du genre Cepphus (ordre philogénique) :
- Cepphus grylle (Linnaeus, 1758) – Guillemot à miroir ;
- Cepphus carbo Pallas, 1811 – Guillemot à lunettes ;
- Cepphus columba Pallas, 1811 – Guillemot colombin.